# Aptenia
Aptenia es un pequeño género de plantas suculentas perteneciente a la familia Aizoaceae.

## Descripción
Son plantas perennes de vida corta, crasas, postradas, cristalino-papilosas en todas las partes verdes. Hojas pecioladas, planas, sin estípulas. Flores solitarias, axilares, pedunculadas, sin brácteas. Tépalos 4 -2 generalmente foliáceos y mayores-, libres. Estaminodios petaloideos, numerosos, en varios verticilos, concrescentes en la base en tubo corto. Estambres indefinidos, pero no muy numerosos, erectos, insertos en el tubo estaminodial. Ovario ínfero, de 4 carpelos, sin tubérculos placentarios ni opérculos, y de placentación axilar; estigmas 4, pequeños y sésiles. Cápsula loculicida, de 4 valvas; éstas de longitud menor que su anchura, con crestas de expansión contiguas y sin alas marginales. Semillas subglobosas, algo comprimidas, tuberculadas.

## Hábitat
Es endémico de Sudáfrica. Una especie, Aptenia cordifolia, es muy común en los jardines.
Es extremadamente resistente a la fuertes sequías y crece profusamente. Se cubre de flores rosas la mayoría del año en climas moderados. No resiste las heladas.

## Taxonomía
Aptenia fue descrito por el taxónomo y botánico inglés, Nicholas Edward Brown, y publicado en The Gardeners' Chronicle, ser. 3, 78: 412 (1925), in clave ; N.E.Br., in Gard. Chron., ser. 3, 84: 313 (1928) [descr. ampl.]. La especie tipo es: Aptenia cordifolia (L.f.) Schwantes (Mesembryanthemum cordifolium L.f.) 
Etimología
Aptenia:  nombre genérico que procede del griego apten, apters, que significa "sin alas", haciendo referencia a que las cápsulas carecen de filamentos alados.

## Especies
- Aptenia cordifolia
- Aptenia geniculiflora
- Aptenia haeckeliana
- Aptenia lancifolia